# Eriksberg (Uddevalla)
Eriksberg is een plaats in de gemeente Uddevalla in het landschap Bohuslän en de provincie Västra Götalands län in Zweden. De plaats heeft 56 inwoners (2005) en een oppervlakte van 41 hectare. Eriksberg ligt op een schiereiland en grenst direct aan een baai van het Skagerrak en wordt voor de rest vooral begrensd door landbouwgrond en rotsen. De stad Uddevalla ligt zo'n twintig kilometer ten oosten van het dorp.